# 調布市立石原小学校
調布市立石原小学校（ちょうふしりつ いしわらしょうがっこう）は東京都調布市にある小学校。

## 所在地
東京都調布市富士見町1-37-1

## 沿革
- 1959年 - 開校
- 2008年 - 特別支援学級「いしわら学級（情緒障害等通級指導学級）」開設

## 学校周辺
- 東京都立調布養護学校

## 最寄駅
京王電鉄京王線西調布駅

## 委員会活動
任期は半年である。
代表委員会
各クラス男女一人ずつ。
図書委員会
図書室の整理やおすすめの本を紹介、本の貸し出し・返却。
保健給食委員会
保健に関するポスターを製作したり、保健室でケガをした人の手当、お昼の放送での献立発表。
運動委員会
校庭や体育倉庫の整備。
音楽委員会
朝会・運動会などでの演奏。
理科委員会
理科室の整備、校庭の花などの手入れ。
集会委員会
定期的に行われる集会の企画を立てる。
放送委員会
朝・休み時間・給食・下校時の放送を一日四人で担当。

## クラブ活動

### 運動部
- ボールクラブ
- バスケットボールクラブ
- バドミントンクラブ
- 卓球クラブ
- タグラグビークラブ
- ダンスクラブ

### 文化部
- 家庭科クラブ
- パソコンクラブ
- マンガ・工作クラブ
- 化学クラブ

## 年間行事
一年生を迎える会
在校生（2～6年生）が新入生を歓迎する。主に出し物やプレゼント、合唱の披露などをする。
運動会
紅組、白組に分かれて各学年で競技をする。学年によって競技内容は異なるが、徒競争、団体競技(玉入れ等)、リズム競技は全学年共通。また、ラストには大玉送りがあり、全校で行う。2周後、先にグラウンド中心の台に配置した組の勝利。
サマースクール
夏休み中の数日間の間に催される、体験教室・実験教室のような授業。一人一個受けたい授業を予め選択しておき、数日間のうち一日登校する。
マラソン大会
1〜3年生は1km4〜6年生は1km700mを、走る。
音楽発表会
展覧会と交互に行われる行事。各学年でひとつの作品を作り上げる。主に合唱と合奏。
展覧会
音楽発表会と交互に行われる行事。全学年、図工の時間に製作した作品が体育館などに展示される。
遠足・校外学習
各学年で行く場所は異なる。春と秋にある。
秋には全校遠足で野川公園に行く。
八ヶ岳移動教室（5年生）
小学校に入って初めての宿泊行事。2泊3日。
岩井臨海学園（6年生）
水泳指導はもちろん、肝試しやキャンプファイヤーもする。2泊3日。
名人大会
様々な特技を持った子供たちが名人芸を披露する。
6年生を送る会
1～5年生から6年生へプレゼントや出し物をする。6年生からも合唱や楽器演奏などが披露される。

## 児童数
490人(平成25年4月8日現在)

## ユーフォー
放課後子供教室事業「ユーフォー」の設置校。